# Пресиденте-Риос
Пресиденте-Риос (исп. Lago Presidente Ríos) — озеро на полуострове Тайтао в области Айсен-дель-Хенераль-Карлос-Ибаньес-дель-Кампо в Чили.
Озеро расположено в центральной части Тайтао, состоит из нескольких рукавов и по своей форме напоминает букву Н. Поверхность озера поделена между национальным парком Лагуна-Сан-Рафаэль и заповедником Гуайтекас.
Площадь озера составляет 352 км². Сток на северо-восток в фьорд Баррос-Арана Тихого океана.